# آقایان موطلایی‌ها را ترجیح می‌دهند (فیلم ۱۹۵۳)
آقایان موطلایی‌ها را ترجیح می‌دهند (انگلیسی: Gentlemen Prefer Blondes) فیلمی در ژانر کمدی رمانتیک و موزیکال به کارگردانی هاوارد هاکس است که در سال ۱۹۵۳ منتشر شد.

## مشروح داستان
لورلای لی و دوروتی شاو دو شومن زن آمریکایی و دوستان صمیمی هستند، با وجود اینکه کاملاً با یکدیگر تفاوت دارند. لورلای به ثروت مالی مردان اهمیت می‌دهد و مردانی را دوست دارد که بتوانند علاقهٔ او به الماس را تأمین کنند، مانند نامزدش گاس ازموند جونیور، که می‌تواند همهٔ نیازهای مالی او را فراهم کند. در مقابل، دوروتی مردان خوش‌قیافه و ورزیده را ترجیح می‌دهد و برایش مهم نیست که آن‌ها پولدار باشند یا نه.
لورلای قصد دارد با گاس در فرانسه ازدواج کند، اما پدر سخت‌گیر گاس، ازموند سینیور، که از لورلای بدش می‌آید با وجود آنکه هرگز او را ندیده، اجازه نمی‌دهد آن دو با هم سفر کنند. لورلای تصمیم می‌گیرد با یا بدون گاس به فرانسه برود. پیش از سفر، گاس یک نامه اعتبار گردشی به او می‌دهد تا هزینه‌هایش در فرانسه را پوشش دهد و قول می‌دهد بعداً به او ملحق شود. با این حال، هشدار می‌دهد که در صورت شنیدن هرگونه شایعه‌ای از رفتار ناپسند، پدرش مانع ازدواجشان خواهد شد. در همین حال، گاس و لورلای بی‌خبرند که ازموند سینیور یک کارآگاه خصوصی به نام ارنی مالون را مأمور کرده تا از لورلای جاسوسی کند.

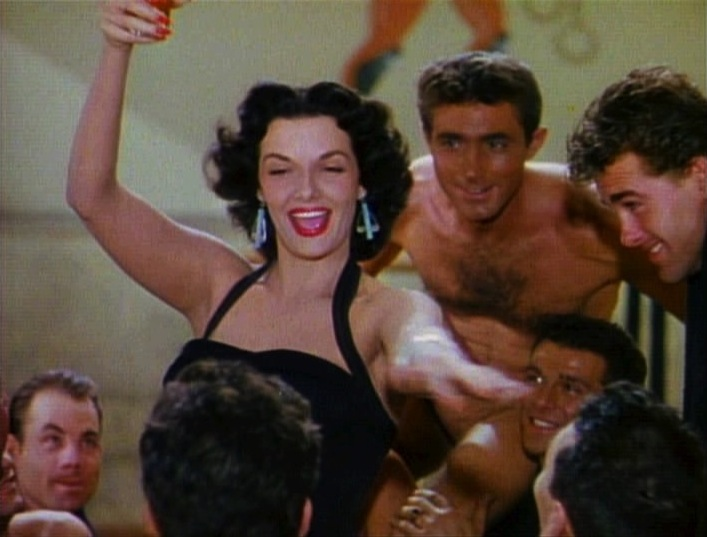
جین راسل در نقش دوروتی شاو

در طول عبور از اقیانوس اطلس، مالون بلافاصله عاشق دوروتی می‌شود، اما دوروتی پیش‌تر جذب اعضای تیم المپیک مردان ایالات متحده شده که آن‌ها نیز در کشتی هستند. لورلای با سر فرانسیس «پیگی» بیکمن، مالک یک معدن الماس و مردی ثروتمند اما ساده‌لوح آشنا می‌شود و مجذوب ثروتش می‌گردد. اگرچه پیگی متأهل است، لورلای ساده‌دلانه به دلبری‌های سالخوردهٔ او پاسخ می‌دهد، چیزی که همسرش، لیدی بیکمن، را ناراحت می‌کند.
لورلای از پیگی دعوت می‌کند به کابینی که با دوروتی شریک است بیاید و دربارهٔ سفرهایش به آفریقا صحبت کند. مالون از پنجره جاسوسی می‌کند و از آن‌ها عکس می‌گیرد، اما هنگام رفتن، دوروتی او را می‌بیند و به لورلای اطلاع می‌دهد. لورلای نگران شهرتش می‌شود و آن دو نقشه‌ای می‌کشند تا مالون را مست کرده و در حالی که بی‌هوش است، فیلم‌هایش را بگردند و پیدا کنند. آن‌ها فیلم را در شلوارش می‌یابند و لورلای نگاتیوها را چاپ کرده و پنهان می‌کند. سپس موفقیت خود را به پیگی نشان می‌دهد و او را متقاعد می‌کند که تاج‌مرصع لیدی بیکمن را به او بدهد. اما مالون افشا می‌کند که دستگاه ضبط صدایی در کابین لورلای کار گذاشته و گفت‌وگویش با پیگی دربارهٔ عکس‌ها و تاج را شنیده است. او کنایه می‌زند که لورلای دنبال پول مردان است. وقتی دوروتی به او اعتراض می‌کند، مالون اعتراف می‌کند که دروغ گفته است. با این حال، دوروتی به لورلای می‌گوید که دارد عاشق مالون می‌شود، و لورلای به او هشدار می‌دهد که به جای مرد فقیر می‌تواند به‌راحتی یک ثروتمند را انتخاب کند.

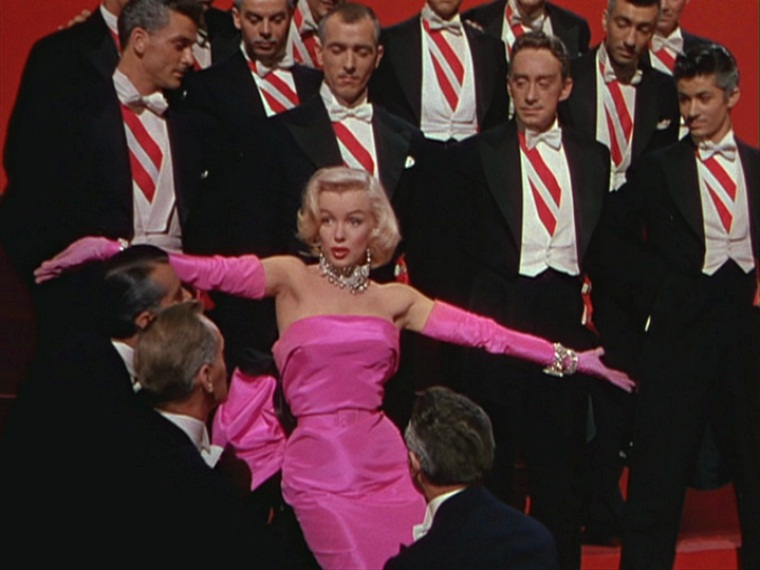
مرلین مونرو در نقش لورلای لی در حال اجرای «الماس بهترین دوست دختران است». در سمت راست جورج چاکیریس (نامش ذکر نشده) دیده می‌شود.

کشتی به فرانسه می‌رسد و لورلای و دوروتی وقت خود را صرف خرید می‌کنند. اما آن‌ها متوجه می‌شوند که نامهٔ اعتبار لورلای لغو شده و سپس به‌خاطر اطلاعاتی که مالون به ازموند سینیور داده، از هتل اخراج می‌شوند. آن‌ها مجبور می‌شوند به‌عنوان شومن در پاریس کار پیدا کنند و ستارهٔ یک نمایش مجلل شوند. وقتی گاس در نمایش حاضر می‌شود، لورلای او را پس می‌زند و سپس آهنگ «الماس بهترین دوست دختران است» را اجرا می‌کند. در همین حال، لیدی بیکمن بابت گم‌شدن تاجش شکایت می‌کند و لورلای به دزدی متهم می‌شود. دوروتی او را تشویق می‌کند که تاج را پس بدهد، اما درمی‌یابند که تاج از جعبهٔ جواهرات گم شده است. پیگی هنگام خروج از فرودگاه در حال انکار دخالت خود است که مالون او را می‌گیرد.
در دادگاه، دوروتی برای وقت‌کشی نقش لورلای را بازی می‌کند، با کلاه‌گیس بلوند و تقلید از صدای نازک و حرکات او. وقتی مالون در دادگاه حاضر می‌شود و قصد افشای هویت واقعی دوروتی را دارد، او به زبان رمزی به مالون می‌گوید که دوستش دارد ولی هرگز او را نمی‌بخشد اگر به لورلای آسیبی بزند. مالون حرف‌های خود را پس می‌گیرد، اما سپس افشا می‌کند که تاج نزد پیگی است و بدین ترتیب لورلای تبرئه می‌شود.
در باشگاه شبانه، لورلای با سخنرانی دربارهٔ اهمیت پول پدری، ازموند سینیور را تحت‌تأثیر قرار می‌دهد و استدلال می‌کند که اگر او دختر داشت، بهترین‌ها را برایش می‌خواست. ازموند سینیور می‌پذیرد و با ازدواج آن‌ها موافقت می‌کند. در نهایت، یک مراسم ازدواج دونفره برای لورلای و دوروتی و همسرانشان برگزار می‌شود.

## بازیگران
- مریلین مونرو
- جین راسل
- چارلز کوبرن
- مارسل دالیو
- نورما واردن
- استیون گری
- الیوت رید
- ژان دو بریاک
- ژان دل وال
- رالف سدان
- تیلور هولمز
- تامی نونان